# Дуня
Дуня е село в Южна България.
То се намира в община Неделино, област Смолян.

## География
Село Дуня се намира в планински район.